# L'amore non si spiega
L'amore non si spiega è un brano musicale di Sergio Cammariere e Roberto Kunstler, interpretato dallo stesso Cammariere e uscito come singolo in Italia nel 2008. Con questo brano il cantautore ha partecipato al 58º Festival di Sanremo, piazzandosi al settimo posto.
Il brano è stato successivamente inserito nell'album di Cammariere intitolato Cantautore piccolino, pubblicato nello stesso anno.
All'indomani della manifestazione, il singolo si è dimostrato quello di maggior successo commerciale di quell'edizione del festival, entrando nella classifica degli MP3 più scaricati direttamente alla terza posizione, ed alla sesta nella classifica mista di download ed airplay radiofonico. Raggiunge invece la terza posizione delle classifiche ufficiali.
Il senso della canzone è che senza l'amore "non si va da nessuna parte"; malgrado le incomprensioni tutto gira attorno all'asse dell'amore.
Il video musicale ufficiale del brano è stato diretto da Gaetano Morbioli.

## Classifiche
| Classifica (2008) | Posizione |
| ----------------- | --------- |
| Italia            | 3         |